# 밥풀떼기 형사와 쌍라이트
"밥풀떼기 형사와 쌍라이트"(The Doofus Detective And Twin Light Brothers)는 한국에서 제작된 신우철 감독의 1989년 가족, 액션, 코미디 영화이다. 김정식 등이 주연으로 출연하였고 신우철 등이 제작에 참여하였다.

## 출연

### 주연
- 김정식
- 진수정

### 조연
- 유창국
- 원진

## 기타
- 제작총지휘: 조명화
- 촬영부: 김진철
- 촬영부: 조무룡
- 촬영부: 김상훈
- 조명: 박현원
- 조명부: 김성구
- 조명부: 염효상
- 조명부: 남정우
- 스틸: 박석재
- 스크립터: 조명기
- 특수효과: 정도안
- 무술감독: 원진
- 무술감독: 권일수
- 무술감독: 유창국